# Mikhaïl Kassiànov
Mikhaïl Mikhàilovitx Kassiànov (en rus: Михаи́л Миха́йлович Касья́нов) (8 desembre de 1957, Sólntsevo, Rússia) és un polític rus. Kassiànov és un antic president del Govern de Rússia. Ha estat viceministre de finances del 1995 al 1999, data en què va esdevenir ministre de finances. Del 2000 al 2004 va ser President del Govern de Rússia durant el primer mandat de Vladímir Putin, abans de ser apartat del govern amb el seu conjunt de ministres, el 24 de febrer de 2004. El president Putin va allunyar-se aleshores de l'últim membre del govern associat plenament al període Ieltsin, a la seva "família" i a les oligarquies russes que van fundar llur imperi econòmic amb la seva presidència. De seguida, Kassiànov va ser estudiat per sospites de corrupció.
Kassiànov actualment és president de la Unió Democràtica Popular Russa o Unió Popular i Democràtica Russa (UPDR), membre de la coalició L'Altra Rússia. Va inscriure's com a candidat a les eleccions presidencials del 2008 després de rebre una llista de dos milions d'electors que li donaven suport, tot i que el 27 de gener del mateix any la comissió electoral central va rebutjar la seva candidatura, ja que un estudi sobre les signatures va determinar que moltes no eren vàlides i que el nombre de signatures vàlides obtingudes era inferior a un milió. Kassiànov va comparar el govern rus al de la ja desapareguda Unió Soviètica, i va dir: "La violència i la dictadura són les idees mestre d'aquest règim".